# Osolika strizibuba
Osolika strizibuba (Necydalis major), vrsta strizibube nalik osi po čemu je i dobila naziv. Pripada tribusu Necydalini, potporodica Lepturinae. 
Među njima se razlikuje se podvrste N. m. aino Kusama, 1975 i N. m. major Linné, 1758. Osolika strizibuba ima kratko pokrilje i nad zatkom opnasti stražnji par krila. Šumski štetnik prisutan osim u Europi uključujući Hrvatsku, i u Aziji.
- Osolika strizibuba
- Osolika strizibuba